# Ладвинское
Ладвинское — пресноводное озеро на территории Винницкого сельского поселения Подпорожского района Ленинградской области.

## Общие сведения
Площадь озера — 0,5 км², площадь водосборного бассейна — 31,6. Располагается на высоте 179,5 метров над уровнем моря.
Форма озера продолговатая: оно более чем на два километра вытянуто с юго-запада на северо-восток. Берега каменисто-песчаные, преимущественно возвышенные.
С севера в Ладвинское впадает Зартемручей, несущий воды Пикозера и нескольких небольших ламбин. Из юго-западной оконечности Ладвинского вытекает протока, впадающая с правого берега в реку Оять, левый приток Свири.
На берегу водоёма расположены три деревни: Васильевская, Фёдоровская и Казыченская. К последней подходит дорога местного значения 41К-713.
Код объекта в государственном водном реестре — 01040100811102000015470.